# Jean Morin (teologo)
Jean Morin (Blois, 1591 – Parigi, 28 febbraio 1659) è stato un religioso, teologo e predicatore francese. 
Fu membro della Confederazione dell'Oratorio. Si trova anche il suo nome nella forma latinizzata : Johannes Morinus.

## Biografia
Jean Morin è nato a Blois, Loir-et-Cher, nella regione del Centro, da genitori calvinisti. Questi gli trasmisero un interesse per la Bibbia che ha marcato tutta la sua vita.
Curioso di tutto, studia a Leida (nei Paesi Bassi) filosofia, matematica, diritto, prima di rivolgersi verso la teologia e le lingue orientali. Scosso dalle divisioni del protestantesimo, tornò in Francia. Nel 1615, sotto l'influenza del cardinale Jacques du Perron, si convertì al cattolicesimo.
Entra nella Congregazione dell'Oratorio nel 1618.  Nei primi tempi era superiore nelle case della sua congregazione a Orléans e Angers.
Biblista rinomato, fu una delle fonti di ispirazione dell'esegeta Richard Simon, è stato anche un grande storico della liturgia. Dom Martene (1654-1739) si è basato sui suoi studi, in particolare sul suo libro del 1655, gli Ordini latini e orientali.
Nel 1625 era testimone di nozze della regina Enrichetta di Francia in Inghilterra; nel 1628 tornò a Parigi, dove rimase fino alla sua morte, eccetto la breve parentesi romana.
Qualche tempo dopo fu chiamato nel 1640 a Roma dal Papa Urbano VIII, in ragione della sua vasta conoscenza sulla storia e la liturgia della Chiesa d'Oriente. Un ordine di Richelieu lo richiamò a Parigi, dove continuò la pubblicazione delle sue opere dotte, allo stesso tempo lavorando per convertire gli eretici e gli ebrei.

## Pubblicazioni
- Commentarius historicus de disciplina in administratione sacramenti Poenitentiae tredecim primis seculis in ecclesia occidentali, et huc usque in orientali observata, in decem libros distinctus, Henri Fricx, Bruxelles, 1685. (I ed. Parigi nel 1651).
- Antiquitates Ecclesiae Orientalis, Clarissimorum Virorum... Dissertationibus Epistolicis enucleatae; Nunc ex Ipsis Autographis Editae., Geo. Wells, Londra 1682. Editore: Richard Simon.
- Commentarius de sacris Ecclesiae ordinationibus secundum antiquos et recentiores Latinos, Graecos, Syros et Babylonios in tres partes distinctus, I ed. nel 1655, II ed. Amsterdam nel 1695.
- "Histoire de la déliverance de l'Eglise chrétienne par l'empereur Constantin et de la grandeur et souveraineté temporelle donnée à l'Eglise romaine par les rois de France" (Parigi, 1630),
- "Exercitationes ecclesiastiae in utrumque Samaritorium Pentateuchum" (Parigi, 1631), in cui egli sosteneva che il testo samaritano e la Septuaginta dovevano essere preferiti al testo ebraico, una posizione che ha di nuovo nei seguenti lavori: "Exercitationes biblicae de Hebraei Graecique textus sinceritate..." (Parigi, 1663,1669, 1686);
- "Commentarius historicus de disciplina in administratione sacramenti Poenitentiae XIII primus saeculis" (Paris, 1651); *"Commentarius sacris Ecclesiae ordinationibus" (Parigi, 1655, Anversa, 1695; Roma, 1751).

Le due opere precedenti sono molto importanti per la storia dei sacramenti. Morin inoltre pubblicò: 
- "Biblia graecae sive Vetus testamentum secundum Septuaginta" (Parigi, 1628); e nella Polyglotte del Le Jay, vol. V (1645), *"Pentateuchus hebraeo-samaritanus" e "Pentateuchus samaritanus".